# シェイク・ロー

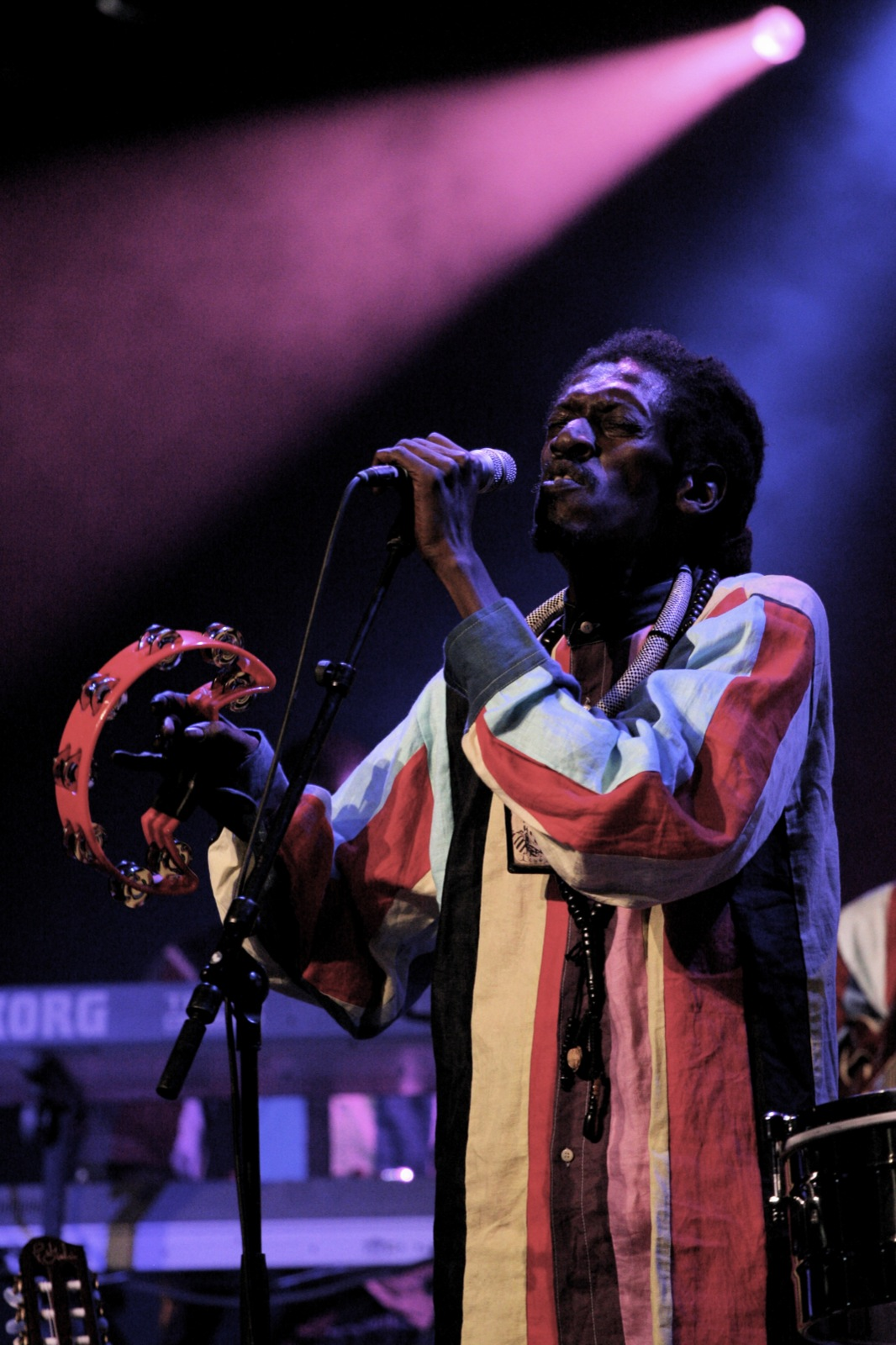
Cheikh N'digel Lo.

シェイク・ロー（出生名、Cheikh N'Digel Lô, 1955年 - ）はセネガルの歌手。生まれはオートボルタ(現ブルキナファソ)のボボ・ディウラッソ 。セネガル人の両親を持つ。

## 代表作
- 『ネ・ラ・ティアス』（瞬く間に、1996年）
- 『バンバイゲージュ』（大いなる海、1999年）
- 『ランプ・ファル』（光はなつファル、2005年）

精神性の高い、高音の突き抜けるような声とアフリカのすべての音楽を背景にしたパーカッションが融合。漣のような
セネガルのムバラククのリズムも特徴。